# Mikkyō
Mikkyō (密教) ist ein Begriff im japanischen Buddhismus, der sich auf esoterische oder geheime Lehren und Praktiken bezieht. Diese esoterischen Lehren werden oft im Kontext des Vajrayana-Buddhismus praktiziert. Die Praktiken des Mikkyō zielen darauf ab, die Erleuchtung in einem einzigen Leben zu erreichen. Dies steht im Gegensatz zu einigen anderen buddhistischen Schulen, die die Erleuchtung als einen schrittweisen Prozess über mehrere Inkarnationen betrachten.
Mikkyō beinhaltet eine Reihe esoterischer Lehren und Praktiken, die oft als geheim oder fortgeschritten betrachtet werden. Diese Praktiken können Meditation, Ritualarbeit, Mantras und Visualisierungen umfassen. In Japan wurde Mikkyō hauptsächlich durch die Tendai- und Shingon-Schulen eingeführt. Die Shingon-Schule, die von Kūkai (auch bekannt als Kōbō Daishi) gegründet wurde, spielt eine wichtige Rolle bei der Verbreitung von Mikkyō in Japan.
Der Begriff ist eng mit dem Vajrayana-Buddhismus verbunden, einer Strömung des Buddhismus, die in verschiedenen Formen in Tibet, China, Japan und anderen ostasiatischen Ländern verbreitet ist. Der Vajrayana-Buddhismus betont die Verwendung von Ritualen und Symbolen als Mittel zur Erleuchtung.